# Trochodendraceae
Las trocodendráceas (Trochodendraceae) son la única familia de angiospermas del orden Trochodendrales. Consta de 2 géneros con 1 especie cada uno. Se distribuyen por el sudeste de Asia. El presente concepto de esta familia incluye también a las Tetracentraceae A.C. Sm., 1945.

## Descripción
Árboles caducifolios o perennifolios, de hasta 20-30 m, a veces con ramas en forma de paraguas (Trochodendron). Indumento ausente. Plantas hermafroditas o androdioicas.
Hojas en espiral en el extremo de las ramas (apariencia de paraguas, Trochodendron) o dísticas (Tetracentron), simples, serruladas o crenuladas, con dientes clorantoides, palmatinervias o pinnatinervias, broquidódromas o actinódromas, ovadas u obovadas, de base cordada a cuneada y ápice acuminado, pecioladas, con estípulas menudas y soldadas al peciolo (Tetracentron) o ausentes (Trochodendron). Idioblastos presentes, grandes, ramificados, esclerenquimatosos en Trochodendron y secretores en Tetracentron.[cita requerida]
Estomas laterocíticos o ciclocíticos, hipostomáticos.
Tallos sin vasos xilemáticos, con traqueidas, el xilema heterogéneo, uni- y multiseriado, las ramas a veces netamente diferenciadas en braquiblastos unifoliados y macroblastos con filotaxis dística (Tetracentron), con nudos (1-)3(-multi)-lacunares, con (1)3(-7) rastros foliares.
Inflorescencias  terminales en agregados racemiformes erectos (botrioides o panículas reducidas) (Trochodendron) o espigas multifloras amentoides, definidas, axilares, con las flores en verticilos de 4 (Tetracentron). Brácteas y bracteolas presentes o ausentes. Flores perfectas, actinomorfas o disimétricas, amarillentas. Receptáculo corto, subcónico, o ahuecado. Disco hipógino ausente. Perianto reducido, muy delgado, de 4 tépalos en 2 verticilos decusados (Tetracentron), o a lo sumo reconocible en estado preantético (Trochodendron). Androceo de 4 estambres decusados en pares o 40-70 en espiral, filantéreos, anteras no versátiles, basifijas, tetrasporangiadas, latrorsas, apiculadas, dehiscencia por 2 valvas longitudinales por teca. Gineceo súpero (Tetracentron) a ligeramente semiínfero (Trochodendron), de 4-11(-17) carpelos, sincárpico (alternando con los estambres en Tetracentron) a semicárpico, la parte dorsal del ovario expandida horizontalmente en la antesis, abaxialmente nectarífero, con estomas hundidos, estilos libres (estilodios), estigmas secos, papilosos, decurrentes ventralmente, óvulos 5-30 por carpelo, anátropos, apótropos, bitégmicos, crasinucelados, péndulos, placentación marginal en 2 series o apicoaxial.
Fruto en cápsula ventricida o ligeramente loculicida o un agregado de folículos semicárpicos dehiscentes dorsal y ventralmente, los estilos basales y externos.
Semillas pequeñas, aplanadas, ahusadas, de 3-4 mm de largo, con alas apicales, laterales y calazales, con testa delgada, con endospermo abundante, oleoso y proteináceo, embrión pequeño, con 2 cotiledones.[cita requerida]

## Distribución y hábitat
Se encuentran en formaciones boscosas, Trochodendron entre los 300 y 2.700 m. y Tetracentron entre los 1.100 y 3.600 m.[cita requerida]

## Ecología

### Palinología
Polen en mónadas, pequeño (10-20 μm en diámetro), esferoidal, tricolpado, tectado-columelado, superficie con barras entrecruzadas, paralelas en los bordes de los colpos, estos granulosos.[cita requerida]
La polinización es probablemente miófila, si bien Tetracentron presenta un claro síndrome anemófilo. Las semillas pulverulentas se dispersan mediante el viento (anemocoria). Trochodendron presenta formas protándricas y protóginas con autocompatibilidad.[cita requerida]

### Citología
- Número cromosómico: 2n = 48 en Tetracentron y 2n = 38, 40 en Trochodendron.[2]

## Fitoquímica
Flavonoides (quercetina y kaempferol) y proantocianidinas (cianidina y delfinidina) presentes. Ceras cuticulares compuestas fundamentalmente de nonacosan-10-ol. Tetracentron presenta calconas o dihidrocalconas. Trochodendron presenta miricetina. Ácido elágico ausente.[cita requerida]

## Usos
Trochodendron aralioides tiene un uso limitado como árbol ornamental.

## Fósiles
Trochodendron y el género fósil Nordenskioldia (al que se atribuyen también las hojas fósiles denominadas Zizyphoides) se conocen del Eoceno medio inferior (49-50 Ma) de la formación Republic del estado de Washington (Estados Unidos), atestiguando que la familia presentaba una distribución mucho más amplia que la actual, que resulta relíctica.

## Posición sistemática
Las trocodendráceas son un grupo de angiospermas que se incluyen en el clado de las Eudicotiledóneas.  En sistemas previos, han sido relacionadas con las cercidifiláceas y las eupteleáceas, con las que comparte algunos caracteres que pueden ser considerados simplesiomorfías o convergencias y que han sido excluidas del orden Trochodendrales por los datos moleculares, quedando las trocodendráceas aisladas. Basándose en datos moleculares y morfológicos, el APW (Angiosperm Phylogeny Website) considera que constituyen la única familia del Orden Trochodendrales (cfr. AP-website).

## Taxones incluidos
La familia incluye dos géneros muy diferentes por sus caracteres morfológicos:
- Hojas palmatinervias, con estípulas, caducas. Perianto de 4 tépalos. Estambres 4. Carpelos 4. Óvulos 5-6 por carpelo. Inflorescencia axilar en espiga amentiforme.

Tetracentron Oliv., 1889. Nordeste de la India, Nepal, Bután, Burma, China occidental y central, Vietnam.
- Hojas pinnatinervias, sin estípulas, perennes. Perianto ausente. Estambres 40-70. Carpelos (4-)6-11(-17). Óvulos 15-30 por carpelo. Inflorescencia terminal racemiforme, erecta.

Trochodendron Siebold & Zucc., 1839. Japón, Taiwán, Corea.